# Мазеркин, Никанор Кузьмич
Никанор Кузьмич Мазеркин (9 августа 1897, д. Высокое, Смоленская губерния, Российская империя — 6 августа 1944, Каунас, Литовская ССР, СССР) — советский военачальник, полковник (1943).

## Биография
Родился 9 августа 1897 года в деревне  Высокое, ныне не существующая деревня которая располагалась на территории нынешнего  Кавельщинского сельского поселения
Бельского района Тверской области.  Русский. В 1913 году окончил второклассную учительскую школу в селе Дунаево Бельского уезда и работал учителем в церковно-приходской школе в селе Дентялово того же уезда.

### Военная служба (с перерывами)

#### Первая мировая война
В мае 1916 года мобилизован в армию и зачислен рядовым в 333-й запасной пехотный полк в городе Орёл. После окончания учебной команды в декабре направлен в Алексеевское военное училище в Москве. 27 мая 1917 года окончил ускоренный курс училища, произведён в прапорщики и назначен в запасной полк в городе Бузулук. В июле убыл из него на Юго-Западный фронт, где воевал под  городом Тарнополем полуротным командиром и командиром роты в составе 183-го пехотного Пултуского полка 46-й пехотной дивизии. После Октябрьской революции 1917 года избран в нём командиром 12-й роты, а в декабре был демобилизован. Вернувшись на родину, работал учителем в школах 1-й ступени в селе Паникюля Нелидовского района и в деревне Кутьево.

#### Гражданская война
19 сентября 1919 года призван в РККА в городе Ельня и назначен командиром взвода в 1-й запасной полк Западного фронта. С февраля 1920 года был для особых поручений в Управлении запасных войск Западного фронта в Смоленске, с мая 1921 года — инструктором для поручений при штабе отдельной стрелковой бригады в г. Ельня, с июля — помощником командира роты 163-го запасного стрелкового полка. В сентябре 1922 года уволен в долгосрочный отпуск.

#### Межвоенные годы
Работал заведующим школ 1-й ступени в деревнях Клемятино, Осташёво и Спас Бельского уезда и района, с августа 1930 года был военным руководителем агропедагогического техникума в городе Белый.
В июне 1932 года призван в РККА из запаса и назначен в 87-й стрелковый полк 29-й стрелковой дивизии БВО, где проходил службу командиром стрелкового взвода и взвода полковой школы, командиром роты и помощником начальника штаба полка. 19 августа 1940 года назначен начальником штаба 539-го стрелкового полка 108-й стрелковой дивизии которая входила в 44-й стрелковый корпус ЗапОВО.

#### Великая Отечественная война
22 июня 1941 года дивизия убыла на фронт из дорогобужских лагерей в лагерь Ратомкс (40 км. западнее Минска). Там она вошла в 13-ю армию Западного фронта и заняла оборону, опираясь на Минский укреплённый район. 539-й стрелковый полк 24 июня разгрузился на станцию Городище и был направлен на оборону города Борисов. Противник прорвал нашу оборону западнее Борисова и устремился на Оршу, в результате с 28 июня дивизия оказалась в окружении. После понесённых потерь под Борисовом остатки полка влились в 175-й стрелковый полк. Затем связь с этим полком была потеряна, и капитан  Мазеркин с отдельной группой пробивался на восток. 10 августа, переодетым в гражданское бельё, он вышел через болота к деревне Будница Велижского района Смоленской области (документы уничтожил), а на следующий день убыл в город Белый. После проверки 27 августа из комендантского управления г. Белый направлен в штаб 30-й армии, а оттуда — на пересыльный пункт резерва начсостава Западного фронта. Затем он был назначен командиром 159-го стрелкового полка 7-й гвардейской стрелковой дивизии (до 26 сентября — 64-я стрелковая).
С ноября 1941 года командовал 470-м стрелковым полком 194-й стрелковой дивизии, который оборонял участок западнее Серпухова по берегу реки Протва от деревни Гурьево (по южной опушке рощи) до мельницы Дегтярка. С переходом в контрнаступление с 16 декабря с дивизией в составе 49-й армии Западного фронта участвовал в Тульской, Калужской и Ржевско-Вяземской наступательных операциях. Полк овладел населёнными пунктами Юрятино, Хрущево, Потетино, Ершово, Гостешино, Волковское и рядом укреплённых высот, при этом были уничтожены сотни гитлеровцев, захвачены восемь орудий, 12 пулемётов, три танка и много другого военного снаряжения. Приказом по войскам Западного фронта от 23 января 1942 года  майор Мазеркин награждён орденом Красного Знамени. 28 февраля 1942 года  под городом Юхнов он был тяжело ранен и эвакуирован в Центральный военный госпиталь в Москву.
После выздоровления с 5 июня 1942 года командовал 1134-м стрелковым полком 338-й стрелковой дивизии, входившей в 43-ю армию Западного фронта. 9 июля части дивизии совместно с 415-й и 17-й стрелковыми дивизиями этой же армии форсировали реку Угра в районе севернее Косая Гора и захватили плацдарм в районе села Мосейниково, затем вели бои по его удержанию. В марте 1943 года полк в составе той же дивизии 49-й армии участвовал в Ржевско-Вяземской наступательной операции. За 11 дней наступления он прошёл с боями 120-150 километров  с незначительными потерями и освободил 43 населённых пункта, из них 11 не дал сжечь противнику. Полком было захвачено два склада с продовольствием и вещевым имуществом, два орудия и шесть подбитых танков. Приказом по 49-й армии от 11 апреля 1943 года подполковник  Мазеркин был награждён орденом Красной Звезды. С августа дивизия в составе 33-й армии участвовала в Смоленской, Спас-Деменской и Смоленско-Рославльской наступательных операциях. Руководимый им 1134-й стрелковый полк первым прорвал оборону немцев и, отбивая неоднократные атаки противника, в условиях полуокружения вынудил его начать отвод войск от реки Болва. С выходом на рубеж Луки, Тормаль, Мекулино части дивизии вынуждены были приостановить наступление и перейти к обороне. Приказом по войскам Западного фронта от 19 октября 1943 года за умелое руководство боями полка в этих операциях подполковник  Мазеркин был награждён орденом Кутузова 3-й ст. С 6 по 22 октября дивизия находилась во втором эшелоне, затем совершила марш в район восточнее Орши и была включена в 31-ю армию. В декабре 1943 года полковник  Мазеркин назначен заместителем командира 338-й стрелковой дивизии. Со 2 января 1944 года она была передана 5-й армии и находилась в резерве в районе юго-восточнее Витебска. С 18 по 30 марта 1944 года временно командовал дивизией, затем вернулся на прежнюю должность заместителя командира. С июня 1944 года в составе той же 5-й армии 3-го Белорусского фронта участвовал с ней в Витебско-Оршанской, Минской, Вильнюсской и Каунасской наступательных операциях. В начале августа, преследуя отступающего врага, дивизия во взаимодействии с основными силами армии вышла на подступы к Восточной Пруссии. В этих боях полковник  Мазеркин был  смертельно ранен выстрелом вражеского снайпера и 6 августа 1944 года скончался в  432-м медсанбате (в районе города Каунас, Литва). Похоронен на воинском кладбище в городе Каунас.

## Награды
- орден Красного Знамени (23.01.1942)[6]
- орден Кутузова 3-й ст. (19.10.1943)[7]
- орден Красной Звезды (11.04.1943)[8]